# Raúl Vilches
Raúl Vilches More (ur. 2 października 1954 w Cifuentes, zm. 13 stycznia 2022 w Medellín) – kubański siatkarz, medalista igrzysk olimpijskich.

## Życiorys
Był w składach reprezentacji Kuby, która na igrzyskach panamerykańskich zdobyła złote medale w 1975 w Meksyku i w 1979 w San Juan oraz srebrne w 1983 w Caracas i w 1987 w Indianapolis. Wystąpił na igrzyskach olimpijskich 1976 w Montrealu. Zagrał wówczas we wszystkich czterech meczach fazy grupowej, przegranym półfinale ze Związkiem Radzieckim oraz zwycięskim pojedynku o brąz z Japonią. Ponownie na igrzyskach zagrał w 1980 w Moskwie. Rozegrał wszystkie cztery mecze fazy grupowej, przegrany pojedynek o miejsca 5-8. z Jugosławią oraz wygrany mecz z Czechosłowacją o 7. miejsce. Podczas Pucharu Świata 1981 Kubańczycy wywalczyli srebro, a Vilches został wybrany najlepszym atakującym turnieju.
Od 1998 pracował w Kolumbii jako trener siatkówki.